# Mierle Laderman Ukeles
Mierle Laderman Ukeles est une artiste contemporaine née en 1939 à Denver, aux États-Unis. Elle est reconnue pour son engagement féministe et écologiste, ainsi que pour ses œuvres mettant en scène des tâches de maintenance et de nettoyage. Elle vit et travaille à New York.

## Biographie
Mierle Laderman Ukeles est née en 1939 à Denver, État du Colorado, aux États-Unis. Elle est la fille d'un rabbin ashkénaze. Elle étudie l'art à l'Institut Pratt de New York. Cependant, faisant de ses sculptures de forme phallique jugées outrancières ou provocatrices, elle reçoit des avertissements de la direction, et préfère abandonner sa formation d'universitaire.
Puis elle abandonne la sculpture classique, la matière première devenant trop encombrante et envahissante, et se tourne vers les structures gonflables. En 1967, elle a son premier enfant, et elle décide d'intégrer les tâches maternelles et de maison dans son art. Faisant l'expérience d'un certain mépris social face à ses engagements de vie de femme, elle décide de remettre en question la notion de création et d'invention et d'y associer les notions de permanence, de labeur du travail.
En 1969, elle publie son Manifesto for Maintenance Art. À la même époque, elle prend part avec Lucy Lippard, qui agit comme théoricienne, au renouvellement de l'art conceptuel. Elle appelle son action l'art de la maintenance, notion qui rassemble son action de femme, de féministe, mère et ouvrière.
Sa performance, « Touch sanitation », réalisée entre 1977 et 1980, met en avant le travail des employés du service de nettoyage de la ville de New York, en se prenant en photo serrant la main de 8 500 éboueurs, tout en les remerciant pour garder la ville propre.

## Récompenses
- 1985 : Bourse Guggenheim[6]
- 2001 : Anonymous Was A Woman Award[7]

## Publications
- 1969 : Manifesto for Maintenance Art[8]

## Performances
- Maintenance Art Tasks (1973)
- Hartford Wash: Washing/Tracks/Maintenance: Outside (1973)
- Touch Sanitation (1977-1980)
- The Work Ballets, sept ballets qui eurent lieu par intermittence entre 1983 et 2013 à Rotterdam, New York City, Givors, Pittsburgh et Tokamachi. Ils ont fait l'objet de la première monographie sur son travail, publiées par Sternberg Press en 2016 [9].